# Unzulässigkeit
Als unzulässig bezeichnet die juristische Fachsprache einen Antrag, eine Klage, einen Rechtsbehelf oder ein Rechtsmittel, die aus verfahrensrechtlichen Gründen, nämlich wegen Fehlens der formellen Voraussetzungen der Handlung, ohne Erfolg bleiben müssen. Der Gegenbegriff zur Unzulässigkeit ist die Zulässigkeit.
Der häufigste Fall der Unzulässigkeit ist die Versäumung der Antrags-, Beschwerde- oder Klagefrist. Ein unzulässiger Antrag, der an eine Behörde oder an ein Gericht gerichtet wird, führt nicht zu einer Befassung in der Sache.
Die Klageabweisung als unzulässig erfolgt durch Prozessurteil, Anträge werden als unzulässig abgelehnt oder zurückgewiesen, unzulässige Rechtsmittel werden verworfen. Durch ein Prozessurteil entsteht keine res judicata.
Von der Unzulässigkeit zu unterscheiden ist die Unbegründetheit. Wenn ein Antrag oder ein Rechtsbehelf unbegründet ist, hat er in der Sache keinen Erfolg.